# 巴特施瓦尔巴赫
巴特施瓦尔巴赫（德語：Bad Schwalbach，發音：[baːt ˈʃvalbax] ⓘ）是德国黑森州达姆施塔特行政区莱茵高-陶努斯县的城市，也是莱茵高-陶努斯县的县治，面积40.27平方千米，2023年12月31日人口为11,602人。